# Nowe Warpno Żalno
Nowe Warpno Żalno (niem. Neuwarp Kirchhofsweg) – zlikwidowany przystanek kolejowy w Nowym Warpnie, w województwie zachodniopomorskim, w Polsce. Zlokalizowany był przy drodze wojewódzkiej nr 114 (ulica Wojska Polskiego) w sąsiedztwie cmentarza.

## Historia
Przystanek oddano do użytku w 1906 r. wraz z przedłużeniem linii kolejowej ze Stobna od huty szkła Stolzenburger Glashütte w kierunku Nowego Warpna. Do 10 października 1906 r., kiedy uruchomiono stację Nowe Warpno, był punktem końcowym linii. Likwidacji przystanku dokonano 8 sierpnia 1945 r. w związku z rozebraniem linii na odcinku Dobra – Nowe Warpno w ramach reparacji wojennych dla ZSRR. 

## Infrastruktura
Na przystanku znajdował się jeden jednokrawędziowy peron.

## Linie kolejowe
Przystanek znajdował się przy jednotorowej i niezelektryfikowanej linii Randower Kleinbahn.